# Guglielmo di Nassau-Zuylestein, I conte di Rochford
Guglielmo di Nassau-Zuylestein, I conte di Rochford, detto anche in inglese William Nassau de Zuylestein (Le Hague, 7 ottobre 1649 – Utrecht, gennaio 1709), è stato un militare e diplomatico olandese naturalizzato inglese.
Diplomatico al servizio di suo cugino Guglielmo III d'Inghilterra, durante il regno di Giacomo II d'Inghilterra si era portato in Inghilterra per contattare i sostenitori inglesi di Guglielmo e giocò un ruolo importante nei preparativi della Gloriosa Rivoluzione.

## Biografia

### I primi anni
Nato al Castello di Zuylestein (indicato anche come Zuylenstein), a circa venti miglia ad est della città di Utrecht, Guglielmo era il figlio primogenito di Federico di Nassau-Zuylestein, illegittimo ma primogenito dei figli del nonno di Guglielmo III, il principe Federico Enrico d'Orange e pertanto cugino dello stesso Guglielmo III. Sua madre era Mary Killigrew, figlia primogenita di sir William Killigrew, nonché prima cugina della figlia illegittima di re Carlo II, la contessa di Yarmouth. Mary si era trasferita nei Paesi Bassi nel febbraio del 1644, ad appena diciassette anni, come dama d'onore di Maria, principessa reale d'Inghilterra e principessa d'Orange, e qui sposò Federico nel 1648. Con la morte di suo padre nel 1672, ereditò il castello di Zuylestein e le terre ad esso annesse, motivo per cui suo figlio divenne noto come signore di Zuylestein (in olandese: Heer van Zuylestein).

### L'inizio della carriera
William Henry entrò nella cavalleria olandese nel 1672, ma divenne subito noto a Le Hague per la sua galanteria e per il bell'aspetto, nonché come fidato compagno del principe. Egli ottenne infatti da Guglielmo di compiere una missione di perlustrazione sul suolo inglese nell'agosto del 1687, formalmente con l'incaico di comunicare alla regina consorte la morte di sua made, Laura di Modena, ma in realtà in preparazione di un'invasione dell'Inghilterra a cui ormai il paese intero lo chiamava a fronte del comportamento di re Giacomo II.

### La Gloriosa Rivoluzione
Nominato inviato in Inghilterra ancora nell'estate dell'anno successivo col proposito di portare le felicitazioni del principe alla regina consorte, Maria Beatrice d'Este, per la nascita del principe, ma ancora una volta il vero scopo era quello di sondare il sentore della popolazione e la probabilità di far convocare Giacomo II dal parlamento ed adottare una politica più conciliatrice nei confronti del difficile sovrano inglese. Venne ricevuto dalla regina al Palazzo di St James il 28 giugno 1688, e la cordialità dimostrata spinse la regina a scrivergli una lettera nella quale scherzosamente lo soprannominava "dear lemon" ("caro limone") in riferimento alla sua immediata parentela col principe di Orange, con un gioco di parole tra i nomi dei due agrumi. Ad ogni modo la sua ricezione a Londra fu decisamente più fredda.
Tornò a Le Hague nell'agosto di quello stesso anno, portando con sé a Guglielmo lettere da parte di alti nobiluomin inglesi come Nottingham, Churchill, Herbert, Bishop Henry Compton, Sunderland, e altri. Al suo ritorno in patria venne promosso maggiore generale dell'esercito olandese. Il 16 ottobre si imbarcò con Guglielmo su una nave ad Helvoetsluys. Il 15 dicembre venne inviato da Guglielmo a Windsor con un messaggio per re Giacomo II dove lo invitava a rimanere a Rochester ed a non cercare di fare ritorno a Londra, ormai conquistata dagli orangisti. Al suo arrivo, invece, trovò che Giacomo II era già tornato a Whitehall, ed il signore di Zulestein prontamente lo inseguì. In risposta al messaggio di Guglielmo, Giacomo II espresse la speranza di incontrare il principe direttamente a Whitehall, ma Zuylestein gli ribadì la risposta perentoria del principe e questa ebbe l'effetto voluto, spaventando l'ormai ex re d'Inghilterra e costringendolo alla fuga.

### Carriera militare
Zuylestein venne naturalizzato inglese l'11 maggio 1689, e venne nominato Master of the Robes del re il 23 maggio, mantenendo tale incarico sino al 1695. Il suo reggimento venne mantenuto in servizio nell'Inghilterra settentrionale; nel maggio del 1691 fu a Durham. Accompagnò Guglielmo in Irlanda, ma nell'agosto del 1690 lasciò la campagna in loco per una missione a Whitehall. Il 12 settembre 1690 venne promosso tenente generale dell'esercito inglese. Nel gennaio del 1691 accompagnò Guglielmo in Olanda. Nel luglio del 1693, nella sanguinosa battaglia di Neerwinden, dopo essersi distinto, Zuylestein venne ferito e portato alla città di Namur, da dove poté fare ritorno al campo solo l'8 agosto. Nel novembre del 1693 il suo reggimento venne nuovamente destinato alle Fiandre.
Il 19 maggio 1695, Zuylestein venne creato Conte di Rochford nella Paria d'Inghilterra, assieme ai titoli sussidiari di Barone Enfield e Visconte Tunbridge, e ricevette una rendita annua con delle terre derivate dal patrimonio di William Herbert, I marchese di Powis (1000 sterline annue e terre in Irlanda per un ammontare di 12347,7683 ettari).

### Gli ultimi anni
Passò gli ultimi anni della sua vita quasi in reclusione nella repubblica olandese, dove Guglielmo gli fece visita nel 1697, morendo alla sua residenza di Zuylenstein nel gennaio del 1709.

## Matrimonio e figli
Sposò, il 25 gennaio 1681, Jane, figlia di Sir Henry Wroth di Durrants, Enfield, e di Loughton House nell'Essex. Questa era una dama d'onore di Maria, principessa d'Orange. Zuylestein la sedusse, ma le rifiutò il matrimonio promesso incoraggiato in questo da Guglielmo. Thomas Ken, per conto di Maria, lavorò invece perché i due si sposassero e pertanto organizzò una cerimonia segreta nella cappella privata della principessa Maria quando il principe era assente nella stagione della caccia.
William Nassau de Zuylestein venne succeduto da suo figlio Guglielmo di Nassau-Zuylestein, II conte di Rochford; altro suo successore sarà il figlio successivo, Federico di Nassau-Zuylestein, III conte di Rochford.

## Albero genealogico
|                                                     |                      |                          | Genitori            |  |  | Nonni |  |  | Bisnonni             |  |  | Trisnonni                        |  |
|                                                     |                      |                          |                     |  |  |       |  |  | Guglielmo I d'Orange |  |  | Guglielmo I di Nassau-Dillenburg |  |
|                                                     |                      |                          |                     |  |  |       |  |  | Guglielmo I d'Orange |  |  | Guglielmo I di Nassau-Dillenburg |  |
|                                                     |                      | Giuliana di Stolberg     |                     |  |  |       |  |  | Guglielmo I d'Orange |  |  |                                  |  |
| Federico Enrico d'Orange                            |                      |                          |                     |  |  |       |  |  | Guglielmo I d'Orange |  |  |                                  |  |
|                                                     |                      | Louise de Coligny        | Gaspard de Coligny  |  |  |       |  |  |                      |  |  |                                  |  |
|                                                     |                      | Louise de Coligny        | Gaspard de Coligny  |  |  |       |  |  |                      |  |  |                                  |  |
|                                                     |                      | Louise de Coligny        | Charlotte de Laval  |  |  |       |  |  |                      |  |  |                                  |  |
| Federico di Nassau-Zuylestein                       |                      | Louise de Coligny        |                     |  |  |       |  |  |                      |  |  |                                  |  |
|                                                     |                      | Ludolph Bruyns           | Nicolaas Bruyns     |  |  |       |  |  |                      |  |  |                                  |  |
|                                                     |                      | Ludolph Bruyns           | Nicolaas Bruyns     |  |  |       |  |  |                      |  |  |                                  |  |
|                                                     |                      | Ludolph Bruyns           | Wendela van Till    |  |  |       |  |  |                      |  |  |                                  |  |
| Margaretha Catharina Bruyns                         |                      | Ludolph Bruyns           |                     |  |  |       |  |  |                      |  |  |                                  |  |
|                                                     |                      | Christina van Herenhaven | …                   |  |  |       |  |  |                      |  |  |                                  |  |
|                                                     |                      | Christina van Herenhaven | …                   |  |  |       |  |  |                      |  |  |                                  |  |
|                                                     |                      | Christina van Herenhaven | …                   |  |  |       |  |  |                      |  |  |                                  |  |
| Guglielmo di Nassau-Zuylestein, I conte di Rochford |                      | Christina van Herenhaven |                     |  |  |       |  |  |                      |  |  |                                  |  |
|                                                     | Sir Robert Killigrew | William Killigrew        |                     |  |  |       |  |  |                      |  |  |                                  |  |
|                                                     | Sir Robert Killigrew | William Killigrew        |                     |  |  |       |  |  |                      |  |  |                                  |  |
|                                                     | Sir Robert Killigrew | Margery (Mary) Saunders  |                     |  |  |       |  |  |                      |  |  |                                  |  |
| Sir William Killigrew                               | Sir Robert Killigrew |                          |                     |  |  |       |  |  |                      |  |  |                                  |  |
|                                                     |                      | Mary Woodhouse           | Sir Henry Woodhouse |  |  |       |  |  |                      |  |  |                                  |  |
|                                                     |                      | Mary Woodhouse           | Sir Henry Woodhouse |  |  |       |  |  |                      |  |  |                                  |  |
|                                                     |                      | Mary Woodhouse           | Anne Bacon          |  |  |       |  |  |                      |  |  |                                  |  |
| Mary Killegrew                                      |                      | Mary Woodhouse           |                     |  |  |       |  |  |                      |  |  |                                  |  |
|                                                     |                      | John Hill                | …                   |  |  |       |  |  |                      |  |  |                                  |  |
|                                                     |                      | John Hill                | …                   |  |  |       |  |  |                      |  |  |                                  |  |
|                                                     |                      | John Hill                | …                   |  |  |       |  |  |                      |  |  |                                  |  |
| Mary Hill                                           |                      | John Hill                |                     |  |  |       |  |  |                      |  |  |                                  |  |
|                                                     |                      | …                        | …                   |  |  |       |  |  |                      |  |  |                                  |  |
|                                                     |                      | …                        | …                   |  |  |       |  |  |                      |  |  |                                  |  |
|                                                     |                      | …                        | …                   |  |  |       |  |  |                      |  |  |                                  |  |
|                                                     |                      | …                        |                     |  |  |       |  |  |                      |  |  |                                  |  |